# Camponotus banghaasi
Camponotus banghaasi är en myrart som beskrevs av Carlo Emery 1903. Camponotus banghaasi ingår i släktet hästmyror, och familjen myror. Inga underarter finns listade.